# 마르그리트 유르스나르

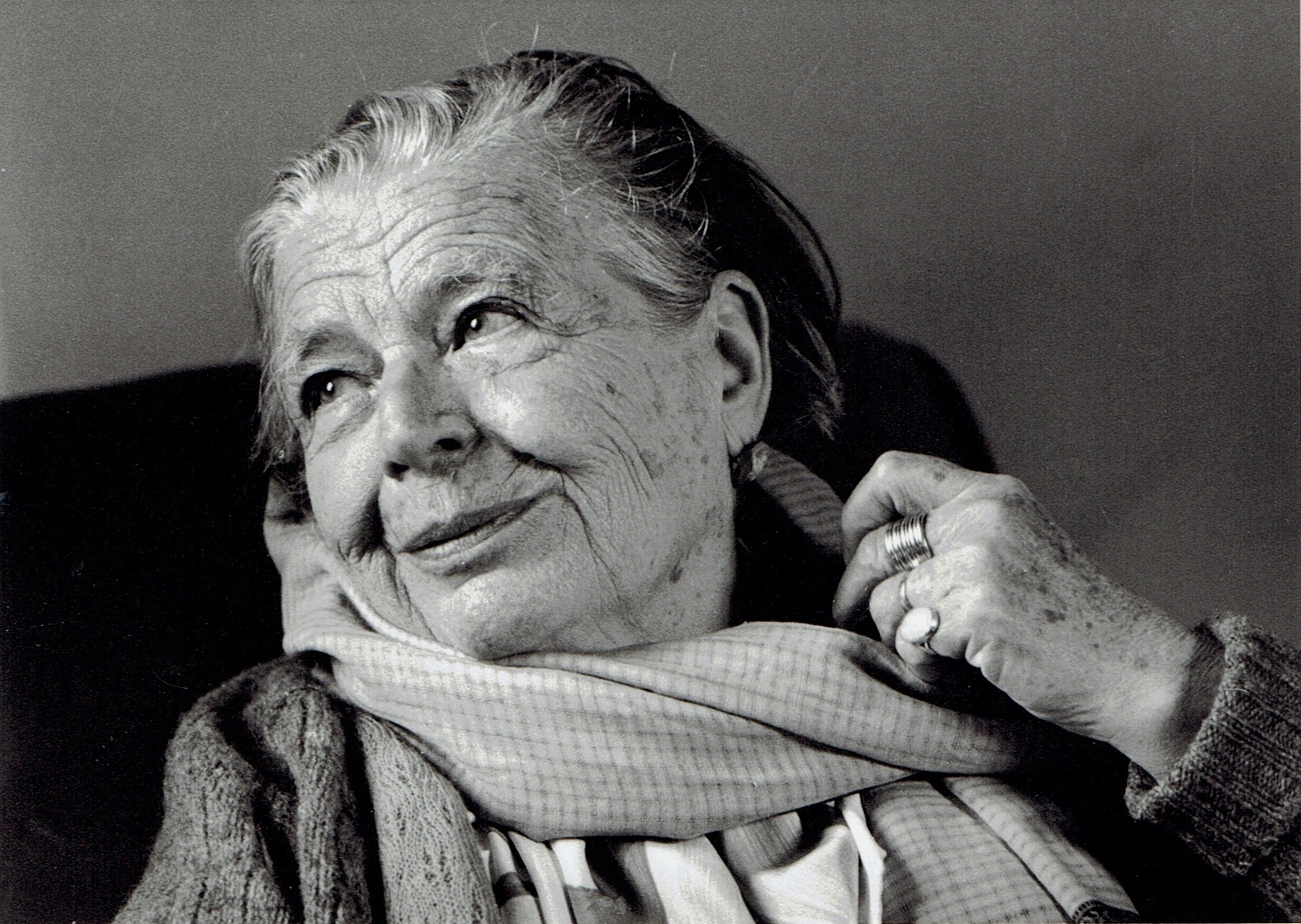
마르그리트 유르스나르

마르그리트 유르스나르(Marguerite Yourcenar, 1903년 6월 8일 ~ 1987년 12월 17일)는 벨기에 태생의 프랑스의 소설가이자 수필가이다.

## 생애
유르스나르의 본명은 마르그리트 드 크레이엥쿠르(Marguerite Antoinette Jeanne Marie Ghislaine Cleenewerck de Crayencour)로, 벨기에 브뤼셀에서 태어났다. 그의 어머니는 유르스나르를 낳은지 열흘 째 되는 날 사망하였다.
유르스나르의 첫 소설 《알렉시스 또는 헛된 전투》가 1929년 출판되었다. 그녀는 1937년 버지니아 울프의 작품 《The Waves》를 10개월에 걸쳐 프랑스어로 번역하였다.
1951년, 소설 《하드리아누스 황제의 회상》을 프랑스어로 출간하였다. 이 소설은 매우 빠르게 성공하였다. 이 소설에서 유르스나르는 고대 세계의 통치자들 중의 한 명인 로마 황제 하드리아누스의 삶과 죽음을 재창조하였다. 이 소설은 현대의 고전이 되었다.
1980년, 여성 최초로 아카데미 프랑세즈의 회원이 되었다. 가장 존경받는 프랑스어 작가들 가운데 한 명인 유르스나르는 수많은 소설, 수필, 시집뿐 아니라 세 권의 회고록을 출간하였다.

## 사생활
유르스나르는 1937년 2월 파리 바그람 호텔에서 동갑내기 미국인 번역가 그레이스 프릭(Grace Frick)을 만났다. 그녀들은 서로에게 미친 듯이 사랑에 빠졌고, 1939년 프릭은 유르스나르를 미국으로 초대하여 그녀와 함께 살도록 해 유럽에서 임박한 전쟁에서 벗어날 수 있도록 했다. 프릭과 유르스나르는 1979년 11월 18일, 프릭이 암으로 사망할 때까지 40년 동안 함께 살았다.

## 참고 문헌
- Joan E. Howard, From Violence to Vision: Sacrifice in the Works of Marguerite Yourcenar (1992)
- Josyane Savigneau, Marguerite Yourcenar: Inventing a Life (1993).
- George Rousseau, Marguerite Yourcenar: A Biography (London: Haus Publishing, 2004).
- Judith Holland Sarnecki, Subversive Subjects: Reading Marguerite Yourcenar (2004)
- Giorgetto Giorgi, "Il Grand Tour e la scoperta dell’antico nel Labyrinthe du monde di Marguerite Yourcenar," in Sergio Audano, Giovanni Cipriani (ed.), Aspetti della Fortuna dell'Antico nella Cultura Europea: atti della settima giornata di studi, Sestri Levante, 19 March 2010 (Foggia: Edizioni il Castello, 2011) (Echo, 1), 99-108.
- Les yeux ouverts, entretiens avec Mathieu Galey (éditions Le Centurion « Les interviews », 1980).
- Bérengère Deprez, Marguerite Yourcenar et les États-Unis. Du nageur à la vague, Éditions Racine, 2012, 192 p.
- Bérengère Deprez, Marguerite Yourcenar and the United States. From Prophecy to Protest, Peter Lang, coll. « Yourcenar », 2009, 180 p.
- Deprez, Marguerite Yourcenar. Écriture, maternité, démiurgie, essai, Bruxelles, Archives et musée de la littérature/PIE-Peter Lang, coll. « Documents pour l’histoire des francophonies », 2003, 330 p.
- Donata Spadaro, Marguerite Yourcenar et l'écriture autobiographique : Le Labyrinthe du monde, bull. SIEY, no 17, décembre 1996, p. 69 à 83
- Donata Spadaro, Marguerite Yourcenar e l'autobiografia (ADP, 2014)